# 1. domobranski zbor
Prvi domobranski zbor bio je zbor Kopnene vojske Domobranstva NDH. Stvoren je 1. studenog 1941. sa stožerom u Sisku.

## Područje odgovornosti
Imao je odgovornost nad župama Zagorja (Varaždin), Prigorja (Zagreb), Bilogora (Bjelovar), Pokuplja (Karlovac), Gora (Petrinja), Modruša (Ogulin), Krbave i Pseta (Bihać), Vinodola, Podgorja (Senj), Like i Gacke (Gospić), Bribira i Sidrage (Knin) i grada Zagreba, točnije zbor (u veličini korpusa) je imao zborno područje na cijelom sjevernom i sjeverozapadnom dijelu NDH, što se nije mijenjalo do ožujka 1945.
14. kolovoza 1943. stožer se iz Siska premjestio u Zagreb.

## Ustroj
Od studenog 1941. do 1. svibnja 1943. zbor je izgledao ovako:
- 1. pješačka divizija – Bjelovar (Potpukovnik Antun Švajger)
  - 1. pješačka pukovnija – Bjelovar
  - 2. pješačka pukovnija – Zagreb
  - 11. pješačka pukovnija – Sisak
  - I. topnički odjel – Varaždin
  - II. topnički odjel – Zagreb
  - 1. povozna satnija – Zagreb
- 2. pješačka divizija – Bihać (Potpukovnik Arnold Redelstein)
  - 3. pješačka pukovnija – Karlovac
  - 12. pješačka pukovnija – Otočac
  - 15. pješačka pukovnija – Knin
  - VIII. topnički odjel – Bihać
  - X. topnički odjel – Zagreb
- Zagrebačka Konjanička pukovnija – Zagreb
- I. pionirska bojna – Sisak
- III. pionirska bojna – Karlovac
- Koturaška bojna – Koprivnica
- Golubarska satnija – Zagreb

Nakon preustroja 1943., u sastavu zbora bile su ove postrojbe:
- 1. gorski zdrug, Kutina
- 3. gorski zdrug, Banja luka
- 4. gorski zdrug, Daruvar
- 2. lovački zdrug, Donji Lapac
- 1. posadni zdrug, Križevci
- 2. posadni zdrug, Karlovac
- 3. posadni zdrug, Gospić
- 4. posadni zdrug, Sisak
- Zagrebački posadni zdrug
- 1. doknadni zdrug, Zagreb